# هيموغلوبين c
هيموجلوبين C واختصاره باللغة الإنجليزية (HbC أو Hb C)، وهو هيموغلوبين غير طبيعي حيث حدث إحلال أو استبدال بقايا حمض الجلوتاميك ووضع بقايا الحمض الاميني لايسين على الموقع السادس من سلسلة B – globin.

## الأهمية السريرية
تقلل هذه الطفرة التي حدثت للهيموغلوبين من المرونة الطبيعية لكريات الدم الحمراء المضيفة مما تسبب في خضاب الدم أي تغير غير طبيعي وشاذ في شكل الهيموغلوبين، أما الاشخاص الذين هم متخالفين عن الطفرة حوالي 28-44% من إجمالي الهيموغلوبين هو هيموغلوبين C ولكن دون تطور لفقر الدم. أما في الاشخاص المتماثلين في الطفرة تقريبا جميع الهيموغلوبين يكون على شكل هيموغلوبين C مما يؤدي إلى فقر الدم الانحلالي الخفيف.

## العرض
تم العثور على الخلايا المستهدفة، mictospherocyte وكريستلاتHBC، في خزعة من الدم تم اخذها من مريض متماثل الجينات.

## الجمع بين هذا المرض وغيره من الحالات
الأفراد المصابون بالهيموغلوبين المنجلي (HbSC) لديهم الجين ل (HbS) الموروث من أحد الاباء وجين أخر ل (HbC) موروث من الوالد الآخر ويطلق عليهم «متخالف الجينات» (Heterozygous)، حيث أن HbC لا يتبلمر بسهولة مثل HbS، هناك تمنجل أقل (خلايا منجلية أقل) وتبين معظم الخزعات الطرفية الخلايا المستهدفة وعدد قليل من الخلايا المنجلية، هناك عدد قليل من الإصابة بحدة انسداد الأوعية، ومع ذلك الاشخاص الذين يعانون من أمراض HbSC يصابون باعتلال في الشبكية، نخر العظام الدماغية، وفحولة أكثر من الذين يعانون من مرض SS النقي 
الأفراد الذين يمتلكون صفة HbC لديهم خلايا الدم الحمراء التي تحتوي على الهيموغلوبين الطبيعي A والهيموغلوبين الشاذ، ويسمى الهيموغلوبين الشاذ ب هيموغلوبين C، الأفراد الذين يمتلكون صفة هيموغلوبين C يكون لديهم الهيموغلوبين A أكثر بقليل من هيموغلوبين C، وليس لديهم أي مشاكل صحية نتيجة امتلاكهم هذه الصفة، ولا يمتلكون مرض هيموغلوبين C أو فقر الدم المنجلي ولا يمكن أن تتطور هذه الأمراض لديهم في وقت لاحق من الحياة ولكن يمكنهم تمرير هذه الصفة لابنائهم.
الأفراد الذين يحملون صفة هيموغلوبين C يمكن أن يمتلكوا طفلًا يعاني من مرض الهيموغلوبين C أو مرض هيموغلوبين SC، ولا تعد أمراض الهيموغلوبين C من أشكال مرض فقر الدم المنجلي.

## الأعراض
معظم الناس ليس لديهم أعراض ويمكن أن يسبب تضخم خفيف إلى متوسط في الطحال (تضخم الطحال) كذلك فقر الدم الانحلالي وهو شكل من اشكال فقر الدم يسبب انهيار غير طبيعي لخلايا الدم الحمراء قبل الآوان، إذا زاد عدد HBC في الدم فهذا يقلل من حجم وعدد خلايا الدم الحمراء في الجسم مما يسبب فقر الدم الخفيف في بعض الأحيان قد يحدث الرقان، بعض الأشخاص الذين يعانون من هذا المرض قد يتطور ويؤدي إلى حصى في المرارة مما يتطلب العلاج، استمرار انحلال الدم قد ينتج حصى ملونة في المرارة وهو نوع غير عادي من حصوة تتألف من محتويات ملونة داكنة من خلايا الدم الحمراء.

## علم الأوبئة

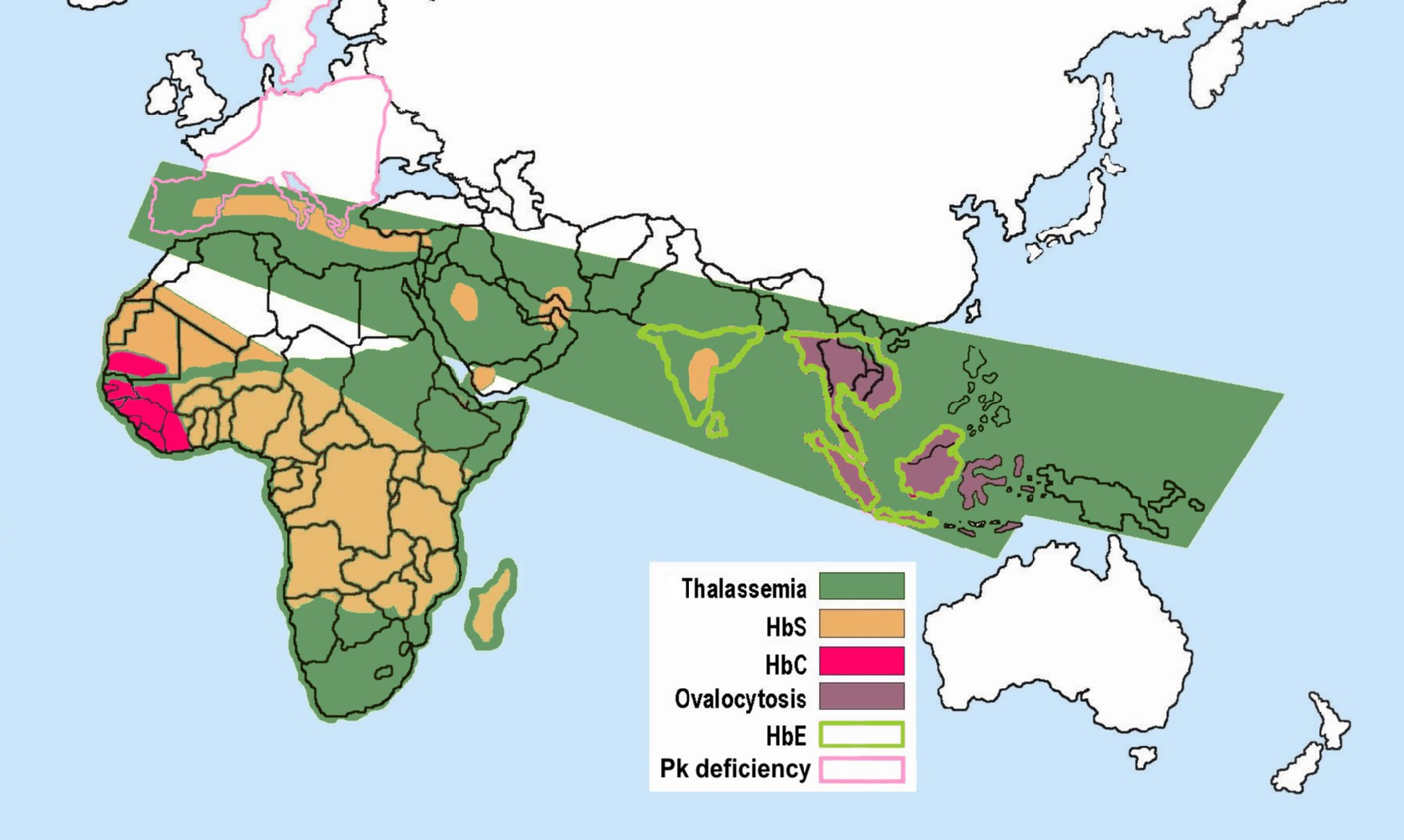
توزيع سمات الملاريا مقابل فقر الدم المنجلي

تم العثور على جينات HBC في 2-3% من الأشخاص السود في الولايات المتحدة الأمريكية، بينما 8 % من هؤلاء السود يمتلكون جينات (Haemoglobin S), وهكذا فإن مرض الهيموغلوبين SC بشكل ملحوظ أكثر شيوعا من أمراض الهيموغلوبين CC، الهيموغلوبين C يوجد في مناطق غرب إفريقيا مثل غانا حيث تعيش اليوربا. كما أنها وجدت في مناطق غرب أفريقيا مثل غانا حيث عاش اليوربا فيها مرة واحدة (MAN Volume 56 March 1956 pages 34–36 حوالي 1 من كل 40 من الأمريكيين من أصل أفريقي لديه صفة الهيموغلوبين C تؤثر هذه الصفة أيضا على الأشخاص الذين جاء اجدادهم من إيطاليا واليونان وأفريقيا وأمريكا اللاتينية، ومنطقة البحر الكاريبي. ومع ذلك، فمن الممكن لشخص من أي جنس أو جنسية أن يمتلك صفة الهيموغلوبين C، أما من حيث التوزيع الجغرافي، تم العثور على أليل الهيموغلوبين C على أعلى الترددات في غرب أفريقيا، حيث ارتبط ذلك مع حماية ضد الملاريا أمراض الهيموغلوبين C موجودة عند الولادة، على الرغم من أن بعض الحالات قد لا يتم تشخيصها بهذا المرض حتى سن البلوغ. وكلا الجنسين من الذكور والإناث يتأثران بنفس القدر.

## وراثة مرض الهيموغلوبين C
مرض الهيموغلوبين C هو اضطراب جسمي وراثي منحسر ينتج من الوالدين من الأليل الذي يشفر هيموغلوبينC إذا كان كلا الأبوين حاملان للمرض (هيموغلوبين C) فهناك فرصة لإنجاب طفل يعاني من هذا المرض، هذه هي النتائج المحتملة مع كل حمل: 25 في المئة (1 من كل 4) فرصة لإنجاب طفل يعاني من مرض الهيموجلوبين C, 50 في المئة (1 من كل 2) فرصة لإنجاب طفل ناقل للمرض، 25 في المئة (1 من كل 4) فرصة لانجاب طفل دون مرض ودون أن يكون ناقلا للمرض.

## الاختبارات السريرية
الفحص البدني قد يظهر تضخم في الطحال، الفحوصات التي يمكن أن تتم: عدد استكمال الدم (Complete blood count CBC)، الهيموغلوبين الكهربائي Haemoglobin electrophoresis))، خزعة دم طرفية (Peripheral blood smear)، هيموغلوبين الدم (Blood Haemoglobin).

## العلاج
عادة لا داعي للعلاج، مكملات حمض الفوليك قد يساعد في إنتاج خلايا الدم الحمراء الطبيعية وتحسين أعراض فقر الدم.

## التشخيص
بشكل عام، مرض هيموغلوبين C واحد من أكثر امراض الهيموغلوبين اعتدالا. الانخفاض الخفيف إلى المعتدل من عمر كريات الدم الحمراء قد يصاحبه فقر الدم الانحلالي المعتدل. الأفراد الذين يعانون من مرض هيموغلوبين C لديهم نوبات ألم متفرقة في مفصل العضلية الهيكلية. يمكن للناس الذين يعانون من هيموغلوبين C أن يعيشوا حياة طبيعية.

## منع الإصابة بالمرض
قد تكون الاستشارة الوراثية هي الطريقة المناسبة للأزواج الذين لديهم خطورة عالية ويرغبون في إنجاب الأطفال.

## روابط خارجية
- Hemoglobin+C في المكتبة الوطنية الأمريكية للطب نظام فهرسة المواضيع الطبية (MeSH).

- Hemoglobin+C+Disease في المكتبة الوطنية الأمريكية للطب نظام فهرسة المواضيع الطبية (MeSH).

قالب:Globins
قالب:Myeloid hematologic disease